# Unteres Kirchenfeld/Dalmazi
Unteres Kirchenfeld/Dalmazi ist ein Quartier der Stadt Bern. Es gehört zu den 2011 bernweit festgelegten 114 gebräuchlichen Quartieren und liegt im Stadtteil IV Kirchenfeld-Schosshalde, dort im statistischen Bezirk Kirchenfeld. Es grenzt im Westen an die Aare sowie an die  Quartiere Oberes Kirchenfeld/Dalmazi, Schwellenmätteli und das Dählhölzli.

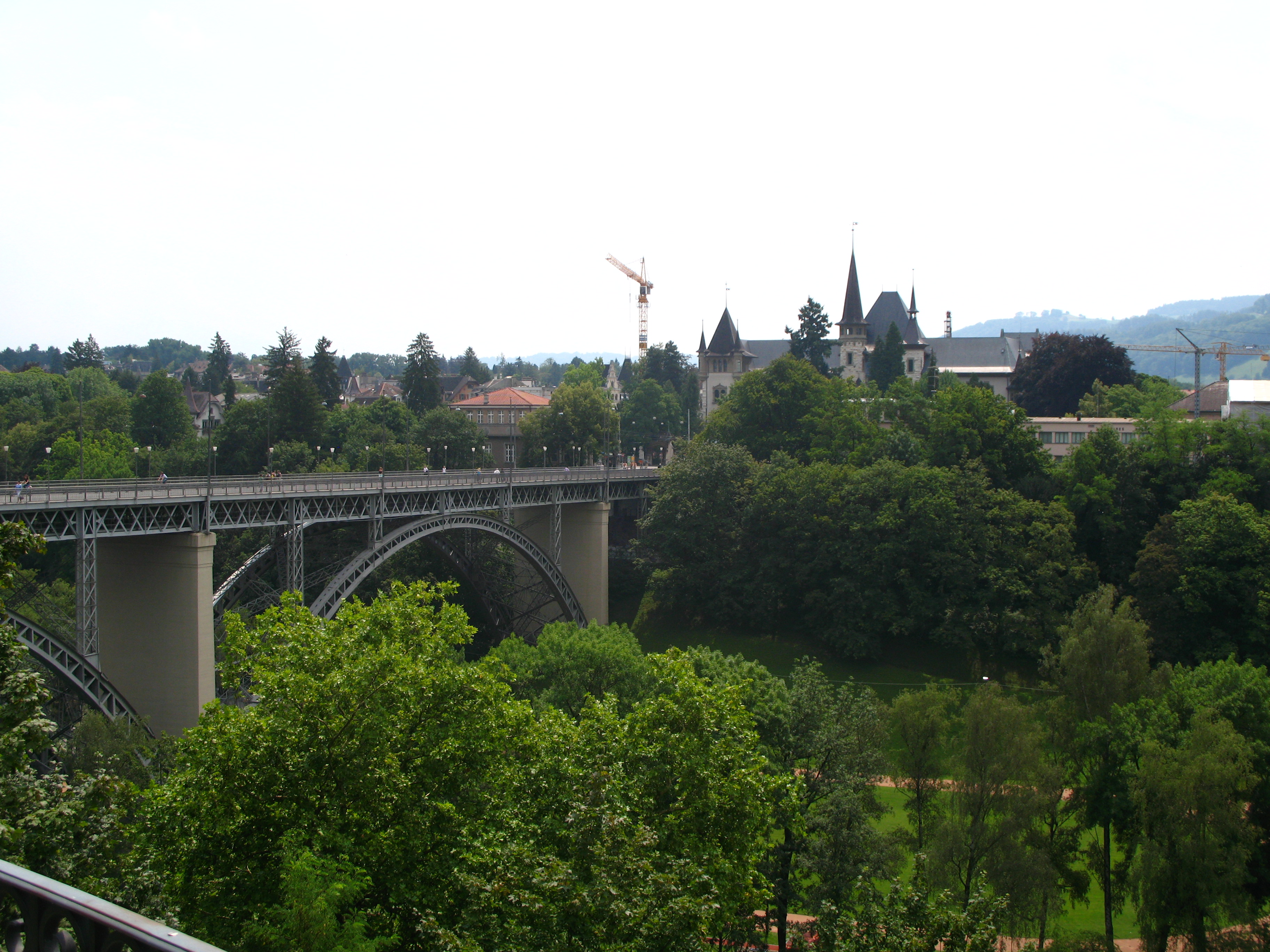
Blick Richtung Kirchenfeld von der Bundesterrasse mit Kirchenfeldbrücke und historischem Museum

Kirchenfeld vom Hotel Bellevue zwischen 1890 und 1900

Der Name Dalmazi (im 18. und 19. Jh. gelegentlich auch Talmazi) bezeichnet das rechte Aareufer zwischen Monbijoubrücke und Schwellenmätteli. Man vermutet, dass er von einem Rückwanderer aus venezianischen Diensten gewählt worden ist, 1652 ist der Name Dalmatien belegt.
Im Jahr 2022 lebten im Quartier 2260 Einwohner, davon 1928 Schweizer und 337 Ausländer.
Das brachliegende Kirchenfeld wurde 1856 von der Burgergemeinde Bern erworben. Voraussetzung für eine Bebauung war der Bau der Kirchenfeldbrücke als Verbindung mit Bern in damaliger Ausdehnung.
Das Kirchenfeld entwickelte sich zu einem Distrikt für eher wohlhabende Schichten. Noch heute beherbergt es viele Repräsentationsgebäude (Botschaften, Villen) und die meisten einschlägigen Museen der Stadt Bern (Historisches Museum, Naturhistorisches Museum, Alpines Museum, Kunsthalle, Museum für Kommunikation Bern u. a.).